# Sankt Klemens av Ohrids kyrka, Pashadzhikovo
Sankt Klemens av Ohrids kyrka (makedonska: Црква „Св. Климент Охридски“; translitteration: Tsrkva ''Sv. Kliment Orhidski'') är en makedonisk-ortodox kyrkobyggnad belägen i byn Pashadzhikovo, i kommunen Kočani i den statistiska regionen Östra regionen, i östra Nordmakedonien.
Kyrkan är helgad åt helgonet Sankt Klemens av Ohrid och tillhör Bregalnicas stift.

## Historik
Sankt Klemens av Ohrids kyrka i Pashadzhikovo invigdes den 14 september 2015.

## Bilder

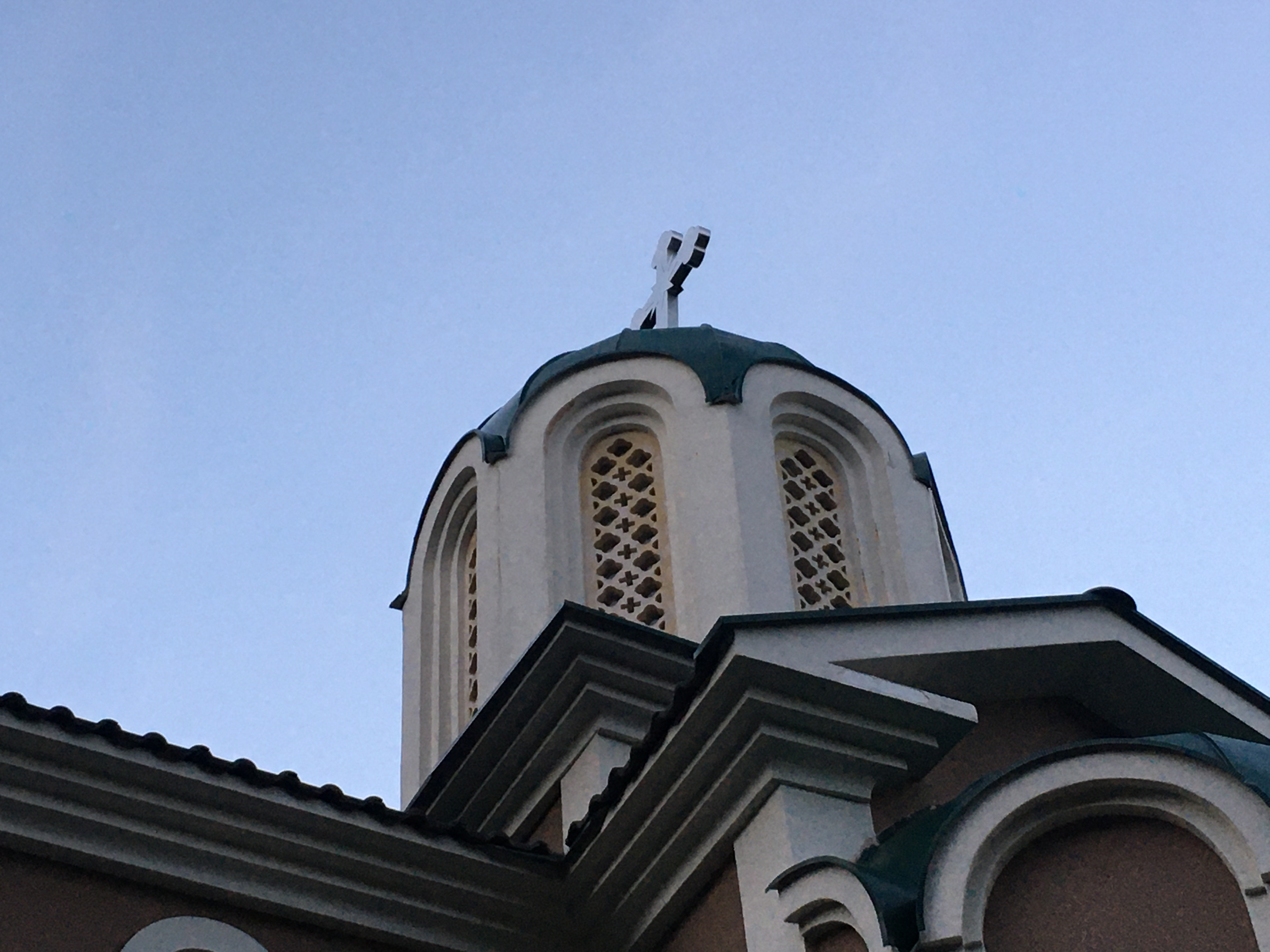
Närmare bild på kupolen.
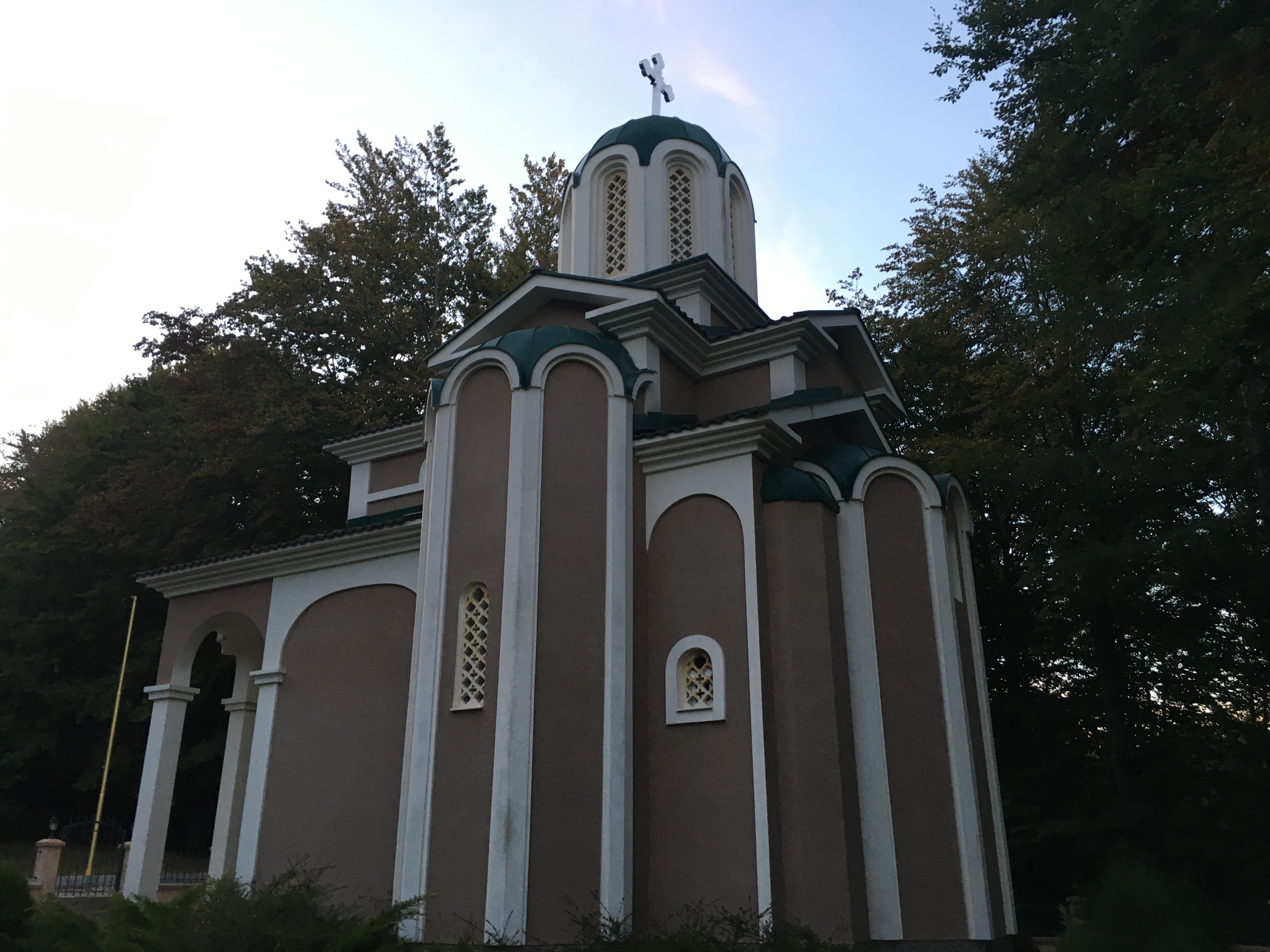
Baksidan och absiden.
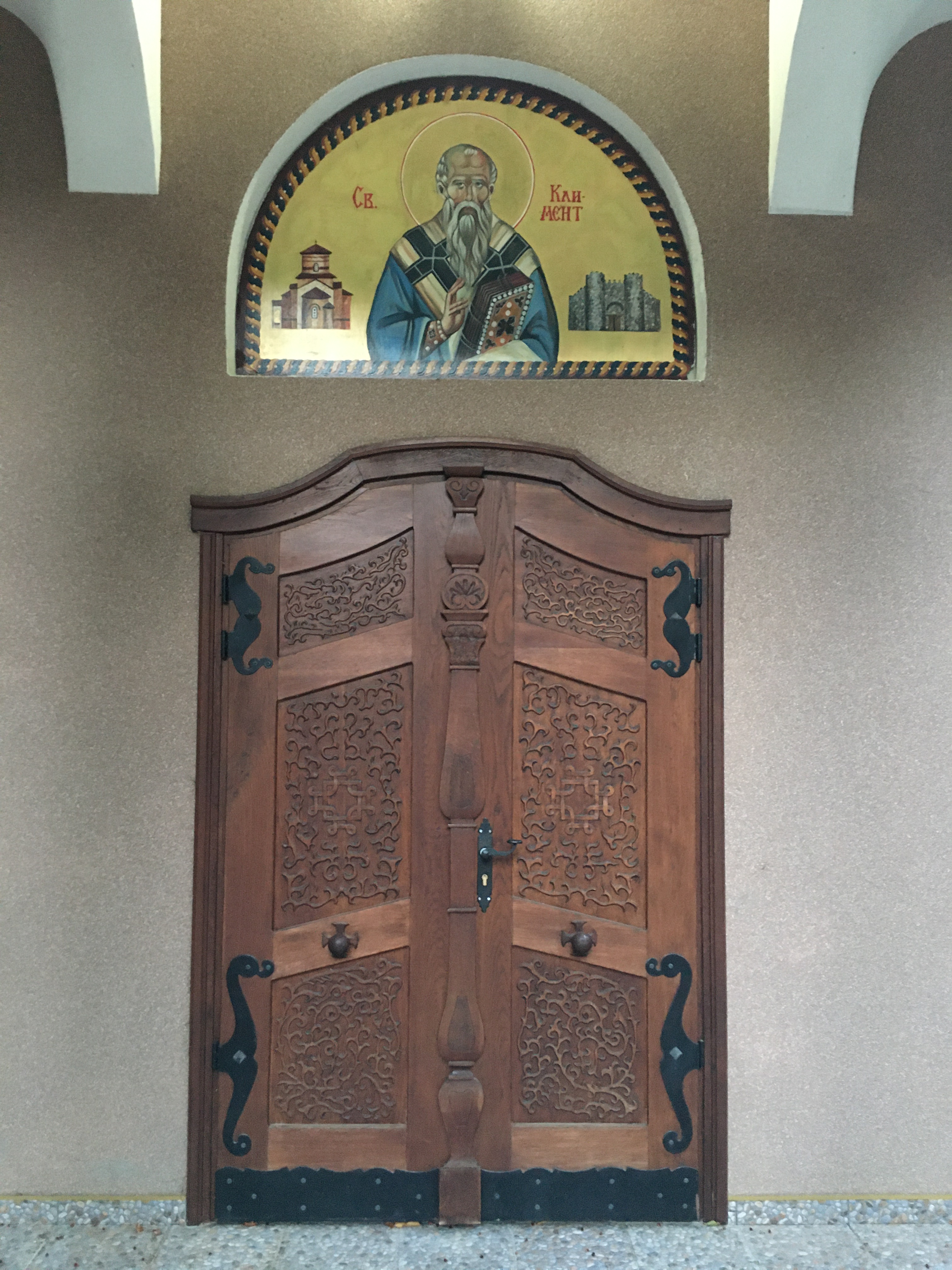
Entrén